# تاريخ الراديو عام 1955
شهد عام 1955 عددا من الأحداث الهامة في تاريخ البث الإذاعي.

## الأحداث
2  مايو : افتتاح في مدينة ورثهام، كينت في المملكة المتحدة أول أجهزة الإرسال VHF/FM.
سبتمبر (عطلة نهاية الأسبوع ليوم العمال) – بث تنبيه أول إشارة في كاليفورنيا.  
22 تشرين الأول : وفاة الشخصية غريس ارشر في مسلسل ذا ارتشرز : جناح لأطلاق قناة آي تي في في المملكة المتحدة في نفس اليوم.
20 أكتوبر :منسق الأغاني بيل راندل من كان (كليفلاند) هو المقدم الرئيسي لحفل موسيقي في مدرسة بروكلين الثانوية (أوهايو) ، يظهر بات بون وبيل هالي وكوماته وافتتاحه مع الفيس بريسلي ، وليس فقط أول أداء لالفيس شمال خط ماسون ديكسون ، ولكن أيضا أول فيلم له، لفيلم وثائقي عن راندل باسم
بيبر من كليفلاند.
17 نوفمبر – إنشاء الاتحاد العام للإذاعات العامة في اللغة الفرنسية – وهي رابطة للإذاعيين العامين باللغة الفرنسية في فرنسا وسويسرا وبلجيكا وكندا، ثم أصبحت في وقت لاحق في عام 2002، رابطة الإذاعيين الفرانكفونية العامة (RFP).
26 نوفمبر/تشرين الثاني ــ في السويد، تبدأ محطة الإذاعة الوطنية العامة "راديوتجوانست (راديو سفيريغس الحديث)  في إرسال ثاني قناة إذاعية عبر محطة اف ام   في ستوكهولم، وجوثينبرج، ومالمو، وأوريبرو

## ظهور للمرة الأولى
24 إبريل - X مينو تظهر أول مرة على راديو إن بي سي.
12 يونيو – ظهوربرنامج «الشاشة» على NBC  راديو.
8 أغسطس – انضمام اذاعة WPLM/1390.

## الإغلاقات
10 مارس – يبث النسر الفضي حلقته الأخيرة.
23  مارس – ينتهي برنامج القصة الكبيرة على إن بي سي .
27 مارس – تنهي هالمارك هول أوف فايم عملها على راديو الشبكة CBS.
22 مايو – برنامج جاك بيني يبث حلقته الإذاعية الأخيرة وينتقل إلى التلفزيون فقط.
7 يونيو – ينتهي مسرح راديو لوكس من عمله على شبكة سي بي إس التليفزيونية.
9 يونيو – الرقيب بريستون من يوكون ينهي سلسلة أعماله على شبكة الإذاعة (برنامج المتبادل).
30 يونيو – باري كريغ، محقق سري ينهي عمله على راديو الشبكة NBC.
1 يوليو – جويس  جوردن ينتهي على راديو الشبكة NBC.
15 يوليو – كسر البنك ينهي سلسلة أعماله على شبكة الراديو NBC.
13 أكتوبر – ينهي الدكتور سيكسغون سلسلة من أعماله على شبكة الإذاعة.

## الولادات
يناير – ديرك ماجز، منتج الراديو باللغة الإنجليزية.
10فبراير ـ جيم كرامر ، شخصية التلفاز الأميركية، ومدير صناديق الوقاء، والمؤلف الذي حقق أفضل مبيعات.
23فبراير – توم بوديت، مؤلف أمريكي، ممثل صوتي، مضيف راديو وناطق باسم سلسلة فنادق موتيل 6.
5إبريل ـ يانيس لونج، من مواليد يانيس تشيجوين، فارسة الأقراص الإنجليزية.
22مايو – دايل وينتون، مقدم برنامج البث باللغة الإنجليزية (توفي في عام 2018).
9يوليو – فريد نوريس، شخصية الإذاعة الأميركية.
19 يوليو/تموز – كارين شيريل، المغنية الفرنسية والممثلة ومقدم البث.
4 أكتوبر – دايل كونلي، المضيف الأمريكي المشارك (مع توم كيث، المعروف باسم جيم إد بول) في عرض الصباح على راديو مينيسوتا العام.
التاريخ التقريبي: كريستوفر دوغلاس، ممثل وكاتب كوميدي إنجليزي.